# Симпсон, Альфред Аллен
Альфред Аллен Симпсон — австралийский промышленник. Мэр Аделаиды в 1913—1915. Интересовался географическими открытиями и финансировал экспедиции, в результате чего его именем были названы несколько крупных природных объектов.

## Биография
Торговая фирма, которую основал дед Альфреда и которой владел его отец, насчитывала несколько сотен служащих. С юных лет родитель натаскивал Симпсона, обучая его бизнесу. В 1900, когда тот отправился в Англию, Альфред управлял делами компании в Австралии.
Он унаследовал социальную ответственность отца, каковую проявлял и в бизнесе, и позже в политике. В 1901 вместе с другом по имени Джон Левингтон Бонитон (позже Сэр) они стали самыми молодыми членам городского совета Аделаиды. Альфред совершил за свой счёт поездку в Великобританию и Европу, чтобы изучить на месте, как устроена система пенсий для пожилых и электрические трамваи. В 1913 и затем в 1914 он избирается мэром Аделаиды. Новому мэру пришлось столкнуться с закрытием шахт и рекордной засухой. Чтобы побороть экономический спад, Альфред организует крупные проекты. С началом Первой мировой войны он проинформировал своих работников, что те из них, кто решит пойти на фронт добровольцами, сохранят свои рабочие места дома.
С 1896 года он стал членом Королевского Географического Общества Австралазии, а в 1925—1930 был президентом его подразделения в Южной Австралии. Он щедро профинансировал воздушное обследование австралийских территорий в 1929 году Мэдиганом и второе пересечение пустыни на верблюде своим сыном Робертом в 1939, помог оплатить расходы антарктической экспедиции Дугласа Моусона.
Альфред был активным членом палат коммерсантов Аделаиды и всей Австралии, занимая в этих организациях высокие посты в 1930-е годы. Он также работал в должности директора Банка Аделаиды и Южно-Австралийской Газовой Компании. Хорошо знал немецкий язык, в 1917 возражал против кампании по переименованию названных ранее в честь немцев и всего немецкого объектов в связи с войной.

## География
В честь Симпсона были названы:
- Пустыня Симпсон в Австралии
- Мыс Симпсон[англ.] в Антарктиде (Земля Адели)